# The Common Linnets
The Common Linnets (tłum. makolągwy zwyczajne) – holenderski zespół muzyczny założony w 2013 roku przez dwoje wokalistów country: Ilse DeLange i Waylona; laureat drugiego miejsca dla Holandii podczas 59. Konkursu Piosenki Eurowizji w 2014 roku z utworem „Calm After the Storm”, zdobywca nagrody publiczności European Border Breakers Award w 2015 roku za osiągnięcie sukcesu komercyjnego za debiutancką płytę zatytułowaną The Common Linnets.

## Historia
W 2013 roku Ilse DeLange postanowiła rozpocząć nowy projekt muzyczny, do którego zaprosiła różnych muzyków, w tym Waylona, z którym ostatecznie nawiązała współpracę. Wokaliści poznali się już w czasach młodzieńczych, oboje popularyzowali muzykę country w kraju. Zespół początkowo został stworzony na potrzeby jednorazowego koncertu na stadionie De Grolsch Veste. Ostatecznie, nadali sobie nazwę The Common Linnets oraz zaczęli pracę nad materiałem na swój debiutancki album The Common Linnets, inspirowany muzyką Emmylou Harris, Johnny’ego Casha, projektu Crosby, Stills, Nash and Young i Jamesa Taylora.

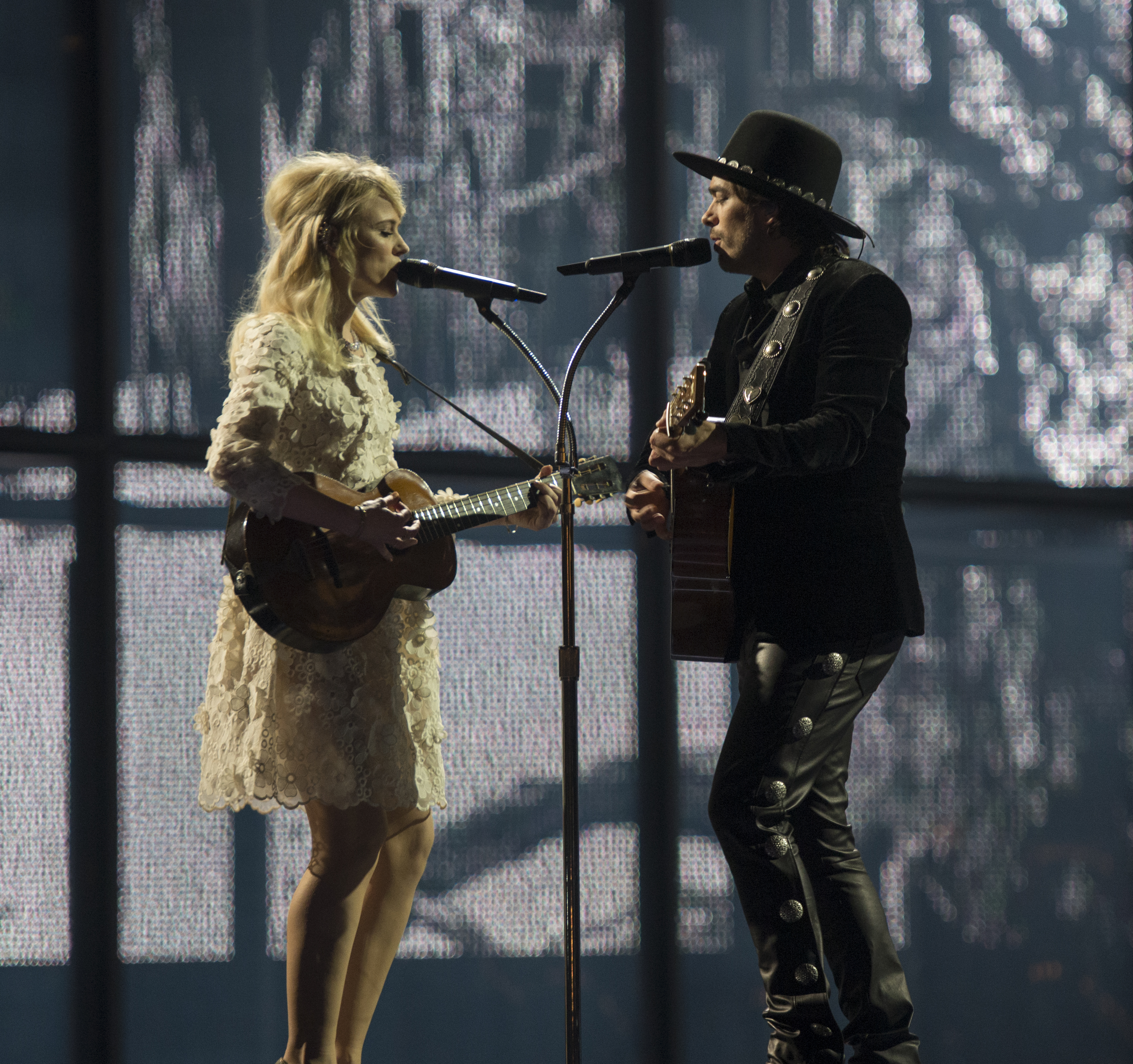
Ilse DeLange i Waylon podczas występu w 59. Konkursie Piosenki Eurowizji w 2014 roku

25 listopada 2013 roku krajowi nadawcy publiczni AVRO i TROS poinformowali, że duet został wybrany wewnętrznie jako reprezentant Holandii podczas 59. Konkursu Piosenki Eurowizji w 2014 roku z utworem „Calm After the Storm”. Utwór napisała i skomponowała DeLange oraz Jan Bart Meijers, Rob Crosby, Matthew Crosby oraz Jake Etheridge. 12 marca 2014 roku podczas programu telewizyjnego De wereld draait door wokaliści premierowo zaprezentowali akustyczną wersję swojego utworu, dzień później opublikowali natomiast teledysk do finalnej wersji piosenki konkursowej.
Duet wystąpił 6 maja w pierwszym półfinale Konkursu Piosenki Eurowizji jako czternasty w kolejności i uzyskał awans do finału, który odbył się cztery dni później. 9 maja 2014 roku ukazała się ich debiutancka płyta, zatytułowana The Common Linnets. Duet zajął drugie miejsce w finale imprezy, przegrywając jedynie z reprezentantem Austrii, drag queen Conchitą Wurst.
Pod koniec maja 2014 Waylon odszedł z zespołu, aby skupić się na karierze solowej.
W styczniu 2015 roku formacja otrzymała nagrodę publiczności European Border Breakers Award wręczaną artystom, których debiutanckie płyty osiągnęły sukces komercyjny poza ich własnym krajem. Pod koniec marca zespół odebrał statuetkę podczas gali wręczenia niemieckich Nagród Muzycznych „Echo” w kategorii Najlepszy międzynarodowy debiut, w której wygrał z takimi wykonawcami, jak m.in. Kiesza, Lorde czy Sam Smith.
W maju ukazał się nowy singiel zespołu – „We Don’t Make the Wind Blow”, który zapowiadał drugi album muzyków. Album studyjny zatytułowany II miał swoją premierę 25 września, został wydany również w wersji rozszerzonej wzbogaconej o sześć utworów w wersji koncertowej. Krążek zadebiutował na pierwszym miejscu listy najczęściej kupowanych płyt w kraju.

## Dyskografia

### Albumy studyjne
| Rok  | Dane dot. albumu                                                                                     | Najwyższe pozycje na listach | Najwyższe pozycje na listach | Najwyższe pozycje na listach | Najwyższe pozycje na listach | Najwyższe pozycje na listach | Najwyższe pozycje na listach | Najwyższe pozycje na listach | Najwyższe pozycje na listach | Najwyższe pozycje na listach | Certyfikat                                                         | Sprzedaż                                      |
| Rok  | Dane dot. albumu                                                                                     | NL                           | AUT                          | BEL                          | DEN                          | GER                          | IRE                          | SPA                          | SWI                          | UK                           | Certyfikat                                                         | Sprzedaż                                      |
| ---- | --- | ---------------------------- | ---------------------------- | ---------------------------- | ---------------------------- | ---------------------------- | ---------------------------- | ---------------------------- | ---------------------------- | ---------------------------- | ------------------------------------------------------------------ | --------------------------------------------- |
| 2014 | The Common Linnets - Wydany: 9 maja 2014 - Wytwórnia: Universal Music - Format: CD, digital download | 1                            | 3                            | 12                           | 12                           | 11                           | 45                           | 42                           | 16                           | 40                           | - NL: 3× platynowa płyta - AUT: platynowa płyta - GER: złota płyta | - NL: 150 000+ - AUT: 15 000+ - GER: 100 000+ |
| 2015 | II - Wydany: 25 września 2015 - Wytwórnia: Universal Music - Format: CD, digital download            | 1                            | 32                           | 40                           | –                            | 18                           | –                            | –                            | –                            | –                            |                                                                    |                                               |

### Single
| Rok                          | Tytuł                         | Najwyższe pozycje na listach | Najwyższe pozycje na listach | Najwyższe pozycje na listach | Najwyższe pozycje na listach | Najwyższe pozycje na listach | Najwyższe pozycje na listach | Najwyższe pozycje na listach | Najwyższe pozycje na listach | Najwyższe pozycje na listach | Najwyższe pozycje na listach | Najwyższe pozycje na listach | Najwyższe pozycje na listach | Certyfikat                            | Sprzedaż                                     | Album              |
| Rok                          | Tytuł                         | NL                           | AUS                          | AUT                          | BEL                          | DEN                          | FRA                          | GER                          | IRE                          | SPA                          | SWE                          | SWI                          | UK                           | Certyfikat                            | Sprzedaż                                     | Album              |
| ---------------------------- | ----------------------------- | ---------------------------- | ---------------------------- | ---------------------------- | ---------------------------- | ---------------------------- | ---------------------------- | ---------------------------- | ---------------------------- | ---------------------------- | ---------------------------- | ---------------------------- | ---------------------------- | ------------------------------------- | -------------------------------------------- | ------------------ |
| 2014                         | „Calm After the Storm”        | 1                            | 66                           | 2                            | 1                            | 2                            | 102                          | 3                            | 4                            | 5                            | 36                           | 3                            | 9                            | - NL: złoto - AUT: złoto - GER: złoto | - NL: 10 000+ - AUT: 15 000+ - GER: 150 000+ | The Common Linnets |
| 2014                         | „Give Me a Reason”            | 92                           | –                            | –                            | –                            | –                            | –                            | –                            | –                            | –                            | –                            | –                            | –                            |                                       |                                              | The Common Linnets |
| 2015                         | „We Don’t Make the Wind Blow” | 74                           | –                            | –                            | –                            | –                            | –                            | –                            | –                            | –                            | –                            | –                            | –                            |                                       |                                              | II                 |
| 2015                         | „Hearts on Fire”              | –                            | –                            | –                            | –                            | –                            | –                            | –                            | –                            | –                            | –                            | –                            | –                            |                                       |                                              | II                 |
| „–” singel nie był notowany. |                               |                              |                              |                              |                              |                              |                              |                              |                              |                              |                              |                              |                              |                                       |                                              |                    |